# Tomblaine
Tomblaine je vzhodno predmestje Nancyja in občina v severovzhodnem francoskem departmaju Meurthe-et-Moselle regije Lorene. Leta 2009 je naselje imelo 7.666 prebivalcev.

## Geografija
Kraj leži v pokrajini Loreni ob reki Meurthe, 3.5 km vzhodno od središča Nancyja.

## Uprava
Tomblaine je sedež istoimenskega kantona, v katerem se poleg njegove nahajajo še občine Art-sur-Meurthe, Buissoncourt, Cerville, Erbéviller-sur-Amezule, Fléville-devant-Nancy, Gellenoncourt, Haraucourt, Laneuveville-devant-Nancy, Lenoncourt, Réméréville in Varangéville s 23.224 prebivalci.
Kanton Tomblaine je sestavni del okrožja Nancy.

## Šport
- nogometno društvo AS Nancy, ustanovljeno leta 1967, trenutno (2011/12) član 1. francoske lige, enkratni zmagovalec Coupe de France (1978) in enkratni zmagovalec Coupe de la Ligue (2006), gosti domače tekme na krajevnem stadionu Stade Marcel Picot, zgrajenem leta 1926, obnovljenem v letih 1999-2003. V pripravah na Evropsko prvenstvo v nogometu 2016 bo stadion podvržen večjim spremembam. Kapaciteta sedišč naj bi se s trenutno 20.000 povzpela na 35.000, opremljen naj bi bil tudi z zložljivo streho[2].

## Pobratena mesta
- Hasbergen (Spodnja Saška, Nemčija);